# Tyrrhena Terra
Tyrrhena Terra és una formació geològica de tipus terra a la superfície de Mart, localitzada amb el sistema de coordenades planetocèntriques a 7.5 latitud N i 108.7 ° longitud E, que fa 2.470,14 km de diàmetre. El nom va ser aprovat per la UAI l'any 1979 i fa referència a una característica d'albedo.